# Course de l'espoir
L'ascension du mont Cameroun, connue sous le nom de Course de l'espoir (en anglais : Mount Cameroon Race of Hope) depuis 1996, est une course de montagne effectuant l'ascension, puis la descente du mont Cameroun dans la région du Sud-Ouest au Cameroun.

## Description
L'épreuve est une course mixte qui propose aux concurrents de parcourir une distance approximative de 42 km avec notamment l'ascension du « char des dieux », du nom donné par le navigateur carthaginois Hannon lorsque celui-ci découvrit le mont Cameroun lors de son périple.
En marge de cette ascension, nombre d'activités sportives et culturelles sont organisées pour divertir les spectateurs qui attendent l'arrivée des coureurs.
Les prix récompensant les premiers de chaque catégorie (hommes, dames, équipes) vont de 2 millions de FCFA à 10 millions de FCFA.

## Historique
L’ascension du mont Cameroun est en cours depuis 1973 à l'initiative de la société Guinness sous le nom de Guinness Mount Cameroon Race. Les trois premières éditions sont remportées par des coureurs bakweris. Ces victoires ont pour conséquence de créer une rumeur selon laquelle le dieu de la montagne Efas'a Moto ne laisserait jamais un coureur étranger remporter la course. Cependant, en 1976, la course est remportée par le révérend Walter Stifter, un Sud-Tyrolien établi à Banyo qui bat le précédent record d'une demi-heure. Les Bakweri expliquent alors cet exploit par les forces surnaturelles qui lui confèrent sa religion catholique. Walter Stifter remporte trois victoires d'affilée, puis la course est suspendue en 1979.
La première course féminine a lieu en 1983. C'est la Camerounaise Emilia Mojoko Ngondja qui s'impose en 5 h 38 min 0 s. En 1984, c'est le Britannique Mike Short, double champion national de fell running qui s'impose en établissant un nouveau record, qu'il améliore l'année suivante. L'édition 1989 est celle qui a vu le plus de controverse. Le vainqueur 1974, David Ngou Njombe, effectue l'ascension jusqu'au premier refuge en 23 minutes, soit 20 de moins que le temps mis par Mike Short lors de son dernier record. Un temps impossible à réaliser selon la plupart des athlètes. Les locaux expliquent cette performance par le fait que Njombe a utilisé de la magie pour se téléporter. Le Britannique Jack Maitland parvient toutefois à le doubler dans les derniers 500 mètres pour remporter la victoire. Dans l'incapacité de prouver qu'il a triché, les organisateurs laissent à Njombe sa deuxième place, mais offrent un prix spécial au quatrième. Cette même année, la Suissesse Fabiola Rueda améliore le record féminin de 27 minutes pour le porter à 4 h 42 min 32 s. Dès l'année 1990, le point de départ est déplacé au stade de Moliko. Les kilomètres supplémentaires se déroulent à plat dans les rues de Buéa afin de limiter les risques de tricherie. La course n'a pas lieu en 1991 et Guinness organise la course une dernière fois en 1992.
En 1996, elle est rebaptisée « Course de l'espoir » (Mont Cameroun Race of Hope) à l’initiative du Colonel Kalkaba Malboum, alors président du Comité National Olympique.
La fréquentation de la course baisse à partir de 2017 en raisons du conflit dans les régions anglophones du Cameroun,.
Le chronométrage est effectué de manière électronique pour la première fois en 2018.
L'année 2023 marque la célébration du 50e anniversaire de la Course de l'espoir avec comme activités la présentation des anciennes gloires de cette compétition au public, l'élection de « Miss Course de l'espoir » et une marche populaire pour encourager les athlètes,.

### Attentats
Le 25 février 2023, trois explosions surviennent lors de la 28e édition de la Course de l'espoir, blessant 18 personnes. L'attaque est revendiquée par les Forces de défense de l'Ambazonie (FDA). 

## Parcours
Entre 1973 et 1989, le parcours part depuis l'ancien stade de Buéa au pied du mont Cameroun. Le parcours suit le chemin jusqu'au sommet et y redescend. Il mesure 27 km pour 3 000 m de dénivelé positif et négatif. Entre 1990 et 1992, le départ et l'arrivée sont déplacés au stade de Moliko. Le parcours mesure 38 km. À partir de 1996, le parcours est légèrement rallongé à 42 km pour atteindre celle d'un marathon.
En 2012, de fortes pluies contraignent les organisateurs à raccourcir le parcours. Les coureurs montent jusqu'au troisième refuge avant de redescendre. Ainsi, le temps des athlètes n'a pas été comparé au temps des autres années.

## Palmarès
| Année | Hommes                | Temps           | Femmes                   | Temps           |
| ----- | --------------------- | --------------- | ------------------------ | --------------- |
| 1973  | John Ekema            | 5 h 47 min 0 s  |                          |                 |
| 1974  | David Ngou Njombe     | 5 h 9 min 0 s   |                          |                 |
| 1975  | Amos Ndumbe Evambe    | 5 h 7 min 0 s   |                          |                 |
| 1976  | Walter Stifter        | 4 h 37 min 0 s  |                          |                 |
| 1977  | Walter Stifter        | 4 h 19 min 0 s  |                          |                 |
| 1978  | Walter Stifter        | 4 h 19 min 16 s |                          |                 |
| 1982  | Simon Ndive Yonde     | 4 h 21 min 30 s |                          |                 |
| 1983  | Gobina Monyonge       | 4 h 33 min 0 s  | Emilia Mojoko Ngondja    | 5 h 38 min 0 s  |
| 1984  | Mike Short            | 4 h 6 min 32 s  | Sarah Njie Ewelisane     | 5 h 44 min 57 s |
| 1985  | Mike Short            | 3 h 56 min 17 s | Emilia Mojoko Ngondja    | 5 h 38 min 0 s  |
| 1986  | Timoty Lekunze Leku   | 3 h 47 min 59 s | Emilia Mojoko Ngondja    | 6 h 20 min 2 s  |
| 1987  | Timoty Lekunze Leku   | 3 h 46 min 34 s | Christina Embelle Efonge | 5 h 45 min 15 s |
| 1988  | Reginald Esuka        | 3 h 51 min 47 s | Helene Diamantides       | 5 h 9 min 17 s  |
| 1989  | Jack Maitland         | 3 h 47 min 34 s | Fabiola Rueda            | 4 h 42 min 32 s |
| 1990  | Pierre-André Gobet    | 4 h 44 min 13 s | Sally Goldsmith          | 5 h 50 min 0 s  |
| 1992  | Thomas Tata Dzever    | 4 h 22 min 13 s | Christina Embelle Efonge | 6 h 23 min 21 s |
| 1996  | Thomas Tata Dzever    | 4 h 29 min 13 s | Sarah Etonge             | 6 h 25 min 21 s |
| 1997  | Linus Tanwo Tawe      | 4 h 46 min 27 s | Sarah Etonge             | 6 h 25 min 25 s |
| 1998  | Thomas Tata Dzever    | 4 h 32 min 7 s  | Sarah Etonge             | 5 h 48 min 25 s |
| 1999  | Joseph Shey Kongnyuy  | 4 h 31 min 57 s | Sarah Etonge             | 5 h 24 min 12 s |
| 2000  | Joseph Shey Kongnyuy  | 4 h 37 min 51 s | Catherine Ngwang         | 5 h 44 min 39 s |
| 2001  | Dominique Tedjiozem   | 4 h 34 min 19 s | Sarah Etonge             | 5 h 21 min 42 s |
| 2002  | Joseph Shey Kongnyuy  | 4 h 41 min 50 s | Catherine Ngwang         | 5 h 20 min 3 s  |
| 2003  | Charles Tafie Pongha  | 4 h 31 min 50 s | Sarah Etonge             | 5 h 26 min 14 s |
| 2004  | Charles Ngonga Pongha | 4 h 30 min 39 s | Catherine Ngwang         | 5 h 29 min 5 s  |
| 2005  | Dominique Tedjiozem   | 4 h 20 min 58 s | Sarah Etonge             | 5 h 38 min 6 s  |
| 2006  | Janarius Bongkiyong   | 4 h 23 min 38 s | Immaculate Tari Wirngo   | 5 h 32 min 4 s  |
| 2007  | Janarius Bongkiyong   | 4 h 30 min 18 s | Catherine Ngwang         | 5 h 29 min 48 s |
| 2008  | Charles Ngonga Pongha | 4 h 35 min 50 s | Catherine Ngwang         | 5 h 39 min 22 s |
| 2009  | Ernest Voffo Momo     | 4 h 36 min 16 s | Yvonne Ngwaya            | 5 h 22 min 25 s |
| 2010  | Diven Joseph Wirba    | 4 h 36 min 9 s  | Yvonne Ngwaya            | 5 h 28 min 7 s  |
| 2011  | Eric Mbacha           | 4 h 29 min 9 s  | Yvonne Ngwaya            | 5 h 33 min 54 s |
| 2012  | Godlove Gabsibuin     | 4 h 2 min 22 s  | Yvonne Ngwaya            | 4 h 59 min 2 s  |
| 2013  | Godlove Gabsibuin     | 4 h 31 min 54 s | Yvonne Ngwaya            | 5 h 32 min 23 s |
| 2014  | Eric Mbacha           | 4 h 26 min 0 s  | Lisette Ngalim           | 5 h 22 min 0 s  |
| 2015  | Godlove Gabsibuin     | 4 h 32 min 12 s | Yvonne Ngwaya            | 5 h 32 min 10 s |
| 2016  | Symplice Ndungeh      | 4 h 30 min 16 s | Yvonne Ngwaya            | 5 h 21 min 31 s |
| 2017  | Elvis Faï             | 4 h 25 min 8 s  | Lisette Ngalim           | 5 h 9 min 45 s  |
| 2018  | Godlove Gabsibuin     | 4 h 30 min 46 s | Tatah Carine             | 5 h 32 min 10 s |
| 2019  | Eric Mbacha           | 4 h 40 min 9 s  | Tatah Carine             | 5 h 33 min 46 s |
| 2020  | Godlove Gabsibuin     | 4 h 35 min 50 s | Tatah Carine             | 5 h 24 min 14 s |
| 2021  | Ali Mohammadou        | 4 h 30 min 46 s | Kitang Mildred Ntumeku   | 5 h 21 min 44 s |
| 2022  | Elvis Nsanbila        | 4 h 32 min 50 s | Tatah Carine             | 5 h 28 min 20 s |
| 2023  | Adamu Issa Buba       | 4 h 40 min 1 s  | Tatah Carine             | 5 h 18 min 44 s |
| 2024  | Elvis Nsanbila        | 4 h 47 min 4 s  | Irène Adamu              | 5 h 36 min 0 s  |
| 2025  | Usheni Hassan         | 4 h 40 min 9 s  | Lisette Ngalim           | 5 h 24 min 41 s |

 Record de l'épreuve (42 km)

## Figures de légendes
- Timothy Lekunze (Double vainqueur 1984 & 1985)
- Reginald Esuka
- Sarah Etonge (septuple vainqueur chez les dames)
- Amos Evambe (vainqueur 1975)